# 日本体育大学硬式野球部
日本体育大学硬式野球部（にっぽんたいいくだいがくこうしきやきゅうぶ、英: Nippon Sport Science University Baseball Club）は、首都大学野球連盟に所属する大学野球チーム。日本体育大学の学生によって構成されている。正式名称は「学友会日本体育大学硬式野球部」で、大学の略称は日体（にったい）または日体大（にったいだい）。
ユニホームは、スカイブルーに青字NITTAIと表記されたもの。左袖には「花桜」のシンボルマーク、右袖にNSSUの文字。ブルーの野球帽にはNSの白文字、ストッキング青色。

## 概要
1891年（明治24年）創設の日本体育会が起源。1893年（明治26年）に体操練習所と改め、以降、日本体育会体操学校、日本体育専門学校、日本体育大学とその都度改称してきたが、野球部の創部時期は不詳である。但し、部誌に「1946年」（昭和21年）土浦校舎時代に活動再開とある。公式には、東京都新制大学野球連盟に加盟した「1952年」（昭和27年）を創部年としている。
首都大学野球連盟には創設時から加盟し、毎年概ねリーグ戦上位に位置する強豪である。リーグ優勝は28回・準優勝35回である（2025年春秋リーグ戦終了時点）。
同校は、体育教員・スポーツ医療系従事者等養成を趣旨とする単科大学系の総合大学（体育学部・スポーツ文化学部・スポーツマネジメント学部・児童スポーツ教育学部・保健医療学部）になる。
大学卒業後、高校・中学校指導者監督・部長副部長（責任教師）・コーチ（教職員など）となって、野球の全国大会出場（甲子園「全国高等学校野球選手権大会」「選抜高等学校野球大会」、全中「全国中学校軟式野球大会」等）に導くOB関係者が多い。もとより、教員養成・指導者養成系（スポーツ科学・体育学・児童スポーツ教育学・保健医療学）を特質とするため教員志望が多く、プロ野球や実業団野球志望者は多くはない。しかし、過去にドラフト会議に指名され、プロ野球選手になった卒業生も少なくない（プロ野球に進んだ選手は後述）。
部員数が多いため、班別（Aコース・Bコース、学生コーチ、1軍2軍3軍など）に分かれている。一時期は日本一部員（初年度登録）が多い大学とも云われていた。リーグ戦優勝時には優勝を祝し野球部員による「エッサッサ」が伝統としてスタンドで披露される。
横浜市青葉区六大学（國學院大學・桐蔭横浜大学・玉川大学・横浜美術大学・星槎大学・日体大）支援協定により「AOBA Baseball Festa」として交流戦や野球教室を開催している。

## 歴史
1946年（昭和21年）、日本体育専門学校は旧土浦海軍航空隊の隊舎跡地に移転し、戦後の野球部の活動が再開。翌1947年（昭和22年）、全国実業専門学校野球大会関東予選に出場しベスト4に進出。翌翌1949年（昭和24年）、新制大学の日本体育大学となり、東京世田谷区への移転のため、野球部の活動が一時中断した。
1952年、野球部の活動が復活し、東京都新制大学野球連盟（現 東京新大学野球連盟）2部に加盟。同連盟で優勝4回。1958年、東京新大学野球連盟を脱退して東都大学野球連盟に加盟。
1964年、東都大学野球連盟を脱退して首都大学野球連盟に加盟。発足時からの加盟校として日体大・東海大学・東京教育大学（現 筑波大学）・武蔵大学・成城大学の5大学で編成し交流戦を開始。同年秋、明治学院大学・東京経済大学が加盟し初のリーグ戦が7校で開始され、日体大は東海大に次ぐ2位だった。
1967年、4年小川幸三（通算25勝17敗、のち日体大ソフトボール部監督）、2年山田慎介（通算19勝17敗）らの投手陣を擁して、首都大学野球秋季リーグ戦で初優勝。以降も、70年秋のリーグ戦で2位となった林清一郎投手（71年卒、16勝16敗）らが活躍した。
1973年、2年西谷美次投手（通算39勝〈東海上田次朗と並ぶリーグ歴代1位〉13敗、人吉高出身）らを擁して、春季リーグ戦で2度目の優勝を遂げ、第22回全日本大学野球選手権大会初出場。初戦で東京学芸大を10-0（5回コールド）で下し、2回戦で優勝した2年田村政雄投手擁する中央大に2-4で敗退。
翌1974年、秋季リーグで優勝し第5回明治神宮野球大会初出場。1回戦で優勝した中央大に3-4で惜敗。翌1975年、西谷や貴志康弘（通算10勝6敗）ら4年生投手陣を擁して、同様に秋季リーグ優勝で第6回明治神宮野球大会に2度目の出場。初戦2回戦で日本大を1-0で下したものの、準決勝で優勝した明治大に0-1で惜敗した。以降も、翌1976年春秋リーグ戦で春秋両季ベストナインの2年中田宗男投手（79年卒、通算24勝10敗）らが活躍した。
1980年、同秋の最優秀投手石田富士男（通算18勝4敗）と白武佳久（通算26勝8敗）ら3年両投手、4年岸内博美（通算13勝3敗）らの投手陣や、3年上村恭生（智弁学園。のち同校監督）ら打撃陣の活躍で秋季リーグ戦で5度目の優勝を遂げ、4年原辰徳や3年井辺康二投手擁する東海大の10連覇を阻止。続く第11回明治神宮野球大会準決勝で1年生の和田護投手や小早川毅彦に2年木戸克彦擁する法政大を破り、決勝で石田富士男の好投で3年宮本賢治投手や4年大石大二郎擁する亜細亜大を4-2で下し、神宮大会3度目の出場で初優勝を飾る。翌1981年、白武や石田ら4年生投手陣を擁して、春秋リーグ戦を連覇しリーグ戦3連覇を達成。春は第30回全日本大学野球選手権2回戦（準々決勝）で優勝した森岡真一投手や平田勝男らの4年生擁する明治大に敗退。秋は第12回明治神宮野球大会2回戦で準優勝した山沖之彦投手擁する専修大に敗退した。
1984年、3年園川一美投手（通算33勝13敗）を擁し春秋リーグ戦連覇、東海大の5連覇を阻止した。春の第33回全日本大学野球選手権2回戦（準々決勝）で優勝した3年西川佳明投手擁する法政に1-6で敗退。秋の第15回明治神宮野球大会は1回戦で札幌大を2-0、2回戦で4年広澤克実らの明治を6-1で下すも、準決勝で4年佐々木修投手擁する近大呉工学部に1-2で敗退。
1987年、春季リーグ戦において4年中村大伸（横浜商出身）が1シーズン26安打のリーグ最多記録を達成。また、4年白井泰之投手（88年卒、通算14勝9敗）らが活躍した。翌1988年、同春の最優秀投手の4年稲田雅之（通算12勝3敗）や3年有倉雅史らの投手陣を擁して、春季リーグ戦優勝。第37回全日本大学野球選手権準々決勝で4年野村謙二郎らの駒澤大を2-1で下すも、準決勝で4年上岡良一投手擁する東北福祉大に2-5（延長11回）で敗退。翌1989年、4年有倉投手、3年井上力（89秋90秋最高殊勲選手（MVP）、池田高。のち同校監督）らを擁して秋季リーグ戦優勝。第20回明治神宮野球大会初戦2回戦で4年佐々木主浩投手擁する東北福祉に2-3で敗退。
1993年、3年山内泰幸投手（通算31勝9敗）を擁し秋季リーグ戦で13度目の優勝。翌1994年春季リーグ戦も優勝し秋春リーグ戦連覇。続く神宮大会・全日本大学選手権いずれも準決勝進出。93年秋の第24回明治神宮大会2回戦で東北福祉を4-0、準決勝で優勝した山内同期3年河原純一投手擁する駒沢大に2-3で惜敗。翌94年春の第43回全日本大学選手権準決勝でも同様に優勝した駒沢に0-5で敗れた。　
翌1995年、3年小林雅英投手（通算16勝7敗）を擁し春秋リーグ戦連覇。全日本大学選手権・神宮大会いずれも準決勝進出。第44回全日本大学選手権準々決勝で九州共立大を5-3で下し、準決勝で優勝した3年副島孔太らの法政大に1-6で敗退。同年秋の第26回明治神宮野球大会準決勝で優勝した2年川上憲伸投手擁する明治大に3-6で敗退。
翌1996年、春季リーグ戦で優勝しリーグ戦3連覇。続く第45回全日本大学選手権初戦2回戦で準優勝した3年前田浩継投手擁する九州共立に4-6で敗退。
1998年、秋季リーグ戦優勝。同秋最優秀投手の小枝英二（99年卒、10勝4敗、明石高）のほか大城智也（99年卒、15勝10敗、豊見城高）、宗政徳道（00年卒、18勝8敗、高陽東高）、佐藤充（00年卒、18勝4敗、坂戸西高）らの投手陣が活躍した。続く第29回明治神宮野球大会初戦2回戦で準優勝した東北福祉に3-6で敗退した。
2004年、春秋リーグ戦最優秀投手、同秋の最高殊勲選手（MVP）1年小笠原ユキオ投手（08年卒、27勝17敗、日章学園高）らの活躍で、秋季リーグ戦優勝。続く第35回明治神宮野球大会準決勝で優勝した東亜大に0-6で敗退。
2011年、春季リーグで20回目の優勝。4年辻孟彦投手（通算22勝18敗）が1シーズン10勝及び同シーズン5完封の新記録を達成した。第60回全日本大学野球選手権大会準々決勝で東京国際大に0-1で敗退。
2013年、同春の最高殊勲選手（MVP）平野智基（4年、鳥栖高）らの活躍で春季リーグ戦優勝。続く第62回全日本大学野球選手権大会準決勝で準優勝した亜細亜大に3-6で敗退。
2017年、松本航と東妻勇輔の両3年生投手を擁して秋季リーグ戦で優勝。続く第48回明治神宮野球大会では、2回戦で松本 - 東妻の継投、延長10回表に一挙6点を奪い九州共立大を7-1、準決勝で松本が完封し3年甲斐野央先発の東洋大を4-0、決勝で東妻が完封し星槎道都大に3-0で勝利し、80年以来37年ぶり2度目の優勝を果たした。
2020年、秋季リーグ戦優勝。続く秋の第51回明治神宮野球大会はコロナ禍で中止。
2022年、秋季リーグ戦優勝。続く秋の明治神宮大会は関東地区代表決定戦で敗れ出場できず。翌2023年、春秋リーグ戦を連覇しリーグ戦3連覇を果たす。続く春の第72回全日本大学野球選手権大会2回戦で準優勝した明治大に0-7（7回コールド）で大敗。同年秋の第54回明治神宮野球大会準決勝で優勝した慶応大に1-5で敗退した。

## 本拠地
- 合宿所 - 日体大横浜健志台キャンパス合宿寮（横浜市青葉区鴨志田町）
- グラウンド - 日本体育大学横浜健志台野球場（横浜市青葉区鴨志田町、1986年9月竣工）

## 記録
2025年春季時点。
- リーグ優勝： 28回（春11回秋17回）、準優勝35回。
- 全日本大学野球選手権大会： 出場11回、ベスト4進出4回。
- 明治神宮野球大会： 出場13回、優勝2回、ベスト4進出6回。

## 主な出身者・関係者

### 歴代部長
- 上平雅史、櫻井忠、関根義雄、河野徳良、波多腰克晃

### アマチュア関係者
- 佐藤保 - 元桜美林高校監督
- 坂井宏安 - 元九州学院高校監督
- 浜田宏美 - 元桜美林高校監督
- 島田雅之 - 都立日野高校監督
- 本村幸雄 - 元光明学園相模原高校教諭、現北海道日本ハムファイターズ選手教育ディレクター・寮教官
- 百瀬喜与志 - 2013年WBCドミニカ共和国代表コーチ、現ピッツバーグ・パイレーツコーチ
- 黒木豪 - 2013年WBCブラジル代表コーチ、現日体大硬式野球部コーチ
- 中村三四（なかむらさんし） - 元浦和市立高校（現 さいたま市立浦和高校）監督
- 渡辺正雄 - 大分商業高校監督
- 佐々木力 - 常総学院高校監督
- 小川成海 - 元広島工業高校・高陽東高校監督、現瀬戸内高校監督
- 皿屋好則 - 元三重県度会中学校ソフトボール監督
- 宮武学 - 元高松商業高校監督、現寒川高校監督
- 山本雅弘 - 元星稜高校監督、現遊学館高校監督
- 平林宏 - 元豊田西高校監督
- 森影浩章 - 元小松島高校監督、現徳島商業高校監督
- 松葉健司 - 元久居農林高校監督、現松阪高校監督
- 新井孝行 - 元三菱自動車川崎・高岡第一高校・東京都市大塩尻高校監督
- 尾崎英也 - 元四日市工業高校監督、現いなべ総合学園高校監督
- 竹原俊宏 - 元大府高校監督
- 重本浩司 - 元延岡学園高校監督
- 上村恭生 - 元智弁学園高校監督
- 村田浩明 - 元神奈川県立霞が丘高校部長・白山高校監督、現横浜高校監督
- 日高寛 - 元日南学園高校監督
- 外崎忠彦 - 元木造高校・弘前実業高校監督
- 山上烈 - 元上宮高校・上宮太子高校監督
- 葛谷修 - 元東福岡高校監督
- 新田均 - 元島根県立大社高校・浜田高校監督
- 佐藤和也 - 元新潟明訓高校監督、現新潟医療福祉大学総監督
- 本多利治 - 春日部共栄高校監督
- 中村信彦 - 元尾道商業高校・賀茂高校・市立呉高校監督、現広島文化学園大学監督
- 小野義和 - 元松阪大学（後の三重中京大学）・相可高校監督
- 横山義昭 - 現静岡大学監督（大学選手権出場）
- 新井崇久 - 現共栄大学監督（大学選手権出場）
- 河野徳良 - 日本体育大学准教授、前日体大硬式野球部部長
- 中村勝彦 - 北京オリンピック野球日本代表選手団総務。日本野球機構コミッショナー事務局員
- 髙嶋仁 - 元智弁学園高校監督、前智弁和歌山高校監督
- 筒井大助 - 元日体大硬式野球部監督、現日体大ソフトボール部部長（関西学院大学出身）
- 岩井大 - 元金沢高校野球部部長・監督
- 山﨑慶一 - 元岡山城東高校監督、元岡山学芸館高校監督、興譲館高校監督
- 徳永政夫 - 2013年WBCタイ代表監督、現北九州市立大学教授・硬式野球部監督
- 中村大伸 - 元社会人野球NTT東京選手（外野手）、アトランタオリンピック代表選手

### プロ野球
- 小島禎二 - 元プロ野球選手（投手・内野手）
- 石崎亀喜 - 元プロ野球選手（外野手）
- 明石晃一 - 元プロ野球選手（内野手・投手）
- 中田宗男 - 元プロ野球選手（投手）
- 園川一美 - 元プロ野球選手（投手）
- 白武佳久 - 元プロ野球選手（投手）現広島東洋カープスカウト
- 有倉雅史 - 元プロ野球選手（投手）現北海道札幌国際情報高等学校監督
- 山内泰幸 - 元プロ野球選手（投手）
- 小林雅英 - 元プロ野球選手（投手）現白鴎大学硬式野球部コーチ
- 佐藤充 - 元プロ野球選手（投手）現中日ドラゴンズスコアラー
- 岩村敬士 - 元プロ野球選手（外野手）中退
- 清野真志 - 元米マイナーリーグ選手（投手）
- 徳田将至 - 元米マイナーリーグ選手（投手）
- 斎藤充弘 - 元プロ野球選手（投手）
- 辻孟彦 - 元プロ野球選手（投手）現野球部コーチ
- 靍岡賢二郎 - 元プロ野球選手（捕手）
- 大貫晋一 - プロ野球選手（投手）
- 松本航 - プロ野球選手（投手）
- 東妻勇輔 - プロ野球選手（投手）
- 吉田大喜 - プロ野球選手（投手）
- 柴田大地 - プロ野球選手（投手）
- 森博人 - プロ野球選手（投手）
- 矢澤宏太 - プロ野球選手（投手・外野手）
- 繁田隼 - 元プロ野球独立球団選手（内野手）
- 寺西成騎 - プロ野球選手（投手）

## 備考
2011年7月5日、甲子園大会準優勝経験もある同大学野球部員2年生が横浜市青葉区の大学寮近くで自死しているのが発見された。